# Ansuya Blom
Ansuya Blom (nascida em 1956) é uma artista holandesa.
Em 2020 recebeu o Prémio Heineken de Arte. O seu trabalho está incluído nas colecções do Stedelijk Museum Amsterdam e da Tate Gallery.